# Michael Keane
Michael Vincent Keane (* 11. Januar 1993 in Stockport) ist ein englischer Fußballspieler.

## Vereinskarriere
Michael Keane debütierte am 25. Oktober 2011 für Manchester United beim 3:0-Auswärtserfolg über Aldershot Town im League Cup 2011/12. Nach zwei weiteren Einsätzen im Ligapokal in der Folgesaison wechselte der 19-Jährige am 6. November 2012 gemeinsam mit seinem Mannschaftskameraden Jesse Lingard auf Leihbasis zu Leicester City. Für den Zweitligisten bestritt er im Verlauf der Football League Championship 2012/13 zweiundzwanzig Ligaspiele und erzielte dabei zwei Treffer. Sein erstes Ligator gelang Keane am 5. März 2013, als er in der Nachspielzeit den 1:1-Ausgleichstreffer gegen Leeds United erzielte.
Am 28. November 2013 wurde der 20-jährige Abwehrspieler erneut verliehen. Diesmal an den Zweitligisten Derby County.
Im März 2014 wechselte Keane bis zum Saisonende zu den Blackburn Rovers.
Am 1. September 2014 wechselte Keane bis zum Jahresende auf Leihbasis zum Premier-League-Aufsteiger FC Burnley. Nach zehn Einsätzen wurde er am 8. Januar 2015 fest verpflichtet und mit einem Dreieinhalbjahresvertrag bis zum 30. Juni 2018 ausgestattet. Er stieg zwar mit Burnley am Ende der Saison ab, konnte aber als Zweitligameister sofort mit Burnley wieder aufsteigen. Dabei kam er in 44 der 46 Ligaspiele zum Einsatz.
Zu Beginn der Saison 2017/18 wechselte der Engländer zum FC Everton und konnte Ende Juni 2020 den Siegtreffer für den FC Everton gegen Norwich City erzielen. Im August 2020 verlängerte Keane seinen Vertrag bis 2025.

## Englische Nationalmannschaft
Der zuvor für irische Jugendauswahlmannschaften aktive Michael Keane wurde im Sommer 2012 in den englischen Kader für die U-19-Fußball-Europameisterschaft 2012 in Estland nominiert. Keane bestritt das erste der drei Vorrundenspiele und zog mit seinen Teamkameraden Nathaniel Chalobah, Ross Barkley und Nathan Redmond als Gruppenerster ins Halbfinale ein. Gegen Griechenland kam Keane über die volle Spielzeit zum Einsatz, scheiterte mit England jedoch mit 1:2 nach Verlängerung. Am 25. März 2013 debütierte er in der englischen U-21 bei einem 4:0-Heimsieg über Österreich. Am 22. März 2017 kam er im Freundschaftsspiel gegen Weltmeister Deutschland zu seinem ersten Einsatz für die A-Nationalmannschaft, wobei er in der Startelf stand und über 90 Minuten spielte.